# Tragia smallii
Tragia smallii är en törelväxtart som beskrevs av Lloyd Herbert Shinners. Tragia smallii ingår i släktet Tragia och familjen törelväxter. Inga underarter finns listade i Catalogue of Life.